# Behaviorizem
Behaviorízem, znan tudi kot vedênjska perspektíva, je smer psihologije, ki vsa dejanja živih bitij, tudi mišljenje in čustva, obravnava kot objektivne reakcije oz. vedenje.